# Air Motion Transformer

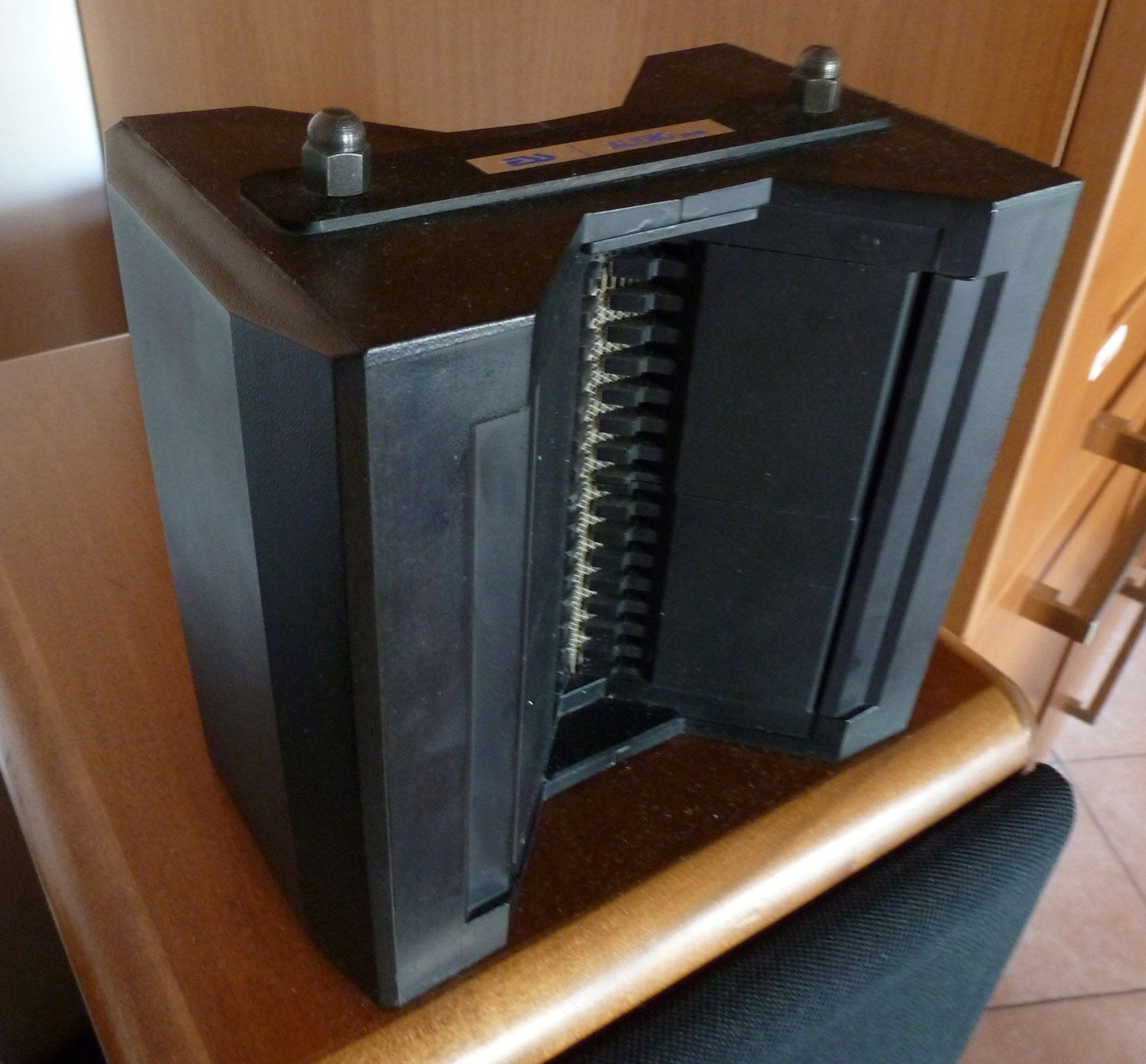
AMT auf einer Lautsprecherbox

Der Air-Motion-Transformer (kurz AMT, auch Heil- oder Jet-Hochtöner genannt) ist ein von Oskar Heil entwickelter magnetostatischer Lautsprecher zur Wiedergabe hoher Frequenzen im Hörschall.

## Funktionsweise
Auf einer Ziehharmonika-ähnlich gefalteten Membran, die sich im Magnetfeld eines Permanentmagneten befindet, verlaufen mäanderförmig angeordnete Leiterbahnen. Beim Anlegen einer elektrischen Spannung {\displaystyle U} werden die Leiterbahnen von einem elektrischen Strom {\displaystyle I} durchflossen, wodurch im Magnetfeld des Dauermagneten die Lorentzkraft {\displaystyle {\vec {F}}=I\ {\vec {l}}\times {\vec {B}}} auf die die Leiterbahnen tragende Membran ausgeübt wird. Durch geeignete Anordnung wirkt diese Kraft senkrecht zu den Membranflächen. Die Membranfalten öffnen und schließen sich, wodurch Luft angesaugt bzw. hinausgedrückt wird. Der große Vorteil gegenüber anderen Bändchen-Hochtönern besteht darin, dass auf diese Weise mit vergleichsweise geringer Membranbewegung ein Vielfaches an Schalldruck erzeugt wird. Allerdings wird auch ein Vielfaches an Fläche bewegt. Eine Transformation des Strahlungswiderstandes findet nicht statt. Als Vorteil bleibt aber diese große schallerzeugende Fläche im Verhältnis zur Ausdehnung der durch die Auffaltung verkleinerten Schallöffnung.

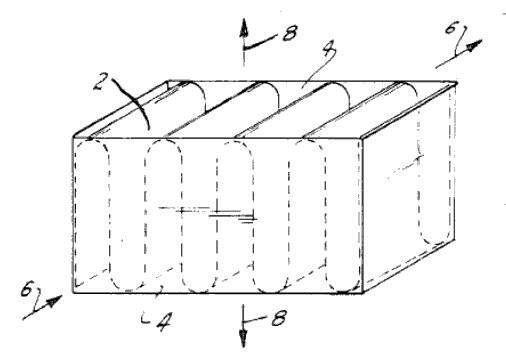
Die Membran (2) in einem Magnetfeld (6) wird von einem elektrischen Strom durchflossen. Dies bewirkt eine Lorentzkraft, die senkrecht zu den Membranflächen wirkt, und eine entsprechende Bewegung. Dadurch verändert sich das Volumen zwischen den Membranflächen, was zu den Luftströmungen (8) führt.

Der Air-Motion-Transformer ist, wie jeder Membran-Lautsprecher, ein klassischer akustischer Dipol. Durch Kapselung und vorzugsweise vollständige Dämmung der rückseitigen Schallabstrahlung wird er auch in üblichen Mehrweg-Lautsprecherkonstruktionen einsetzbar. Er findet vereinzelte Verwendung in Studio- und HiFi-Lautsprechern als Hochtonlautsprecher im Frequenzbereich von etwa 1,5 bis über 20 Kilohertz.
Problematisch war bei den ersten zum Teil noch heute populären Air-Motion-Transformer-Ausführungen, bei denen im Magnetantrieb Ferritmagnete verwendet wurden, ein meistens hohes Gesamtgewicht und eine erhebliche Baugröße, da die Magnetfelder im verhältnismäßig großen Luftspalt starke Permanentmagnete erfordern, was aber in neueren Bauformen durch Einsatz hochkoerzitiver Neodym-Magnete überwunden werden konnte. Obwohl die Folien-Membran bei hohen Schalldrücken starken mechanischen und elektrischen Belastungen ausgesetzt ist, ist die Belastbarkeit des Air-Motion-Transformers im Vergleich zu anderen Schallwandlern nicht geringer, wenn statt der früher eingesetzten Folien aus Polyamid oder Polyester (Mylar) moderne Membranwerkstoffe aus Polyimid (Kapton) und ausgeklügelte Klebstofftechnologien zum Einsatz kommen. Dennoch konkurriert der Air-Motion-Transformer eher selten mit speziell Kalottenhochtönern, die ebenfalls weiterentwickelt wurden.

## Produkte
Air-Motion-Transformer wurden oder werden von den deutschen Unternehmen ADAM Audio, Burmester, ELAC, ETON, EVE Audio, HEDD, MUNDORF, Martin Logan, MBHO, SPECTRAL, dem Schweizer Unternehmen PRECIDE, dem dänischen Lautsprecher-Hersteller AUDIOVECTOR, der spanischen Firma BEYMA sowie von den Unternehmen ESS (USA), Presonus und FAL - Furuyama Audio Labs - (Japan) hergestellt.